# Baslieux
Baslieux ist eine französische Gemeinde mit 520 Einwohnern (Stand 1. Januar 2022) im Département Meurthe-et-Moselle in der Region Grand Est (vor 2016 Lothringen). Sie gehört zum Arrondissement Val-de-Briey und ist Mitglied im Gemeindeverband Communauté de communes Terre Lorraine du Longuyonnais.

## Geographie
Baslieux liegt etwa dreißig Kilometer westnordwestlich von Thionville und 15 Kilometer südsüdwestlich von Longwy nahe dem Grenzgebiet zu Belgien und Luxemburg. Umgeben wird Baslieux von den Nachbargemeinden Ugny im Nordwesten und Norden, Chenières im Norden und Nordosten, Laix im Osten, Ville-au-Montois im Südosten, Bazailles und Boismont im Süden, Pierrepont im Süden und Südwesten sowie Doncourt-lès-Longuyon im Westen.

## Bevölkerungsentwicklung
| Jahr                       | 1962 | 1968 | 1975 | 1982 | 1990 | 1999 | 2006 | 2019 |
| Einwohner                  | 1051 | 1054 | 962  | 780  | 493  | 534  | 564  | 538  |
| Quellen: Cassini und INSEE |      |      |      |      |      |      |      |      |

## Sehenswürdigkeiten
- Pfarrkirche Saint-Pierre-et-Saint-Paul, 1560 wieder errichtet, seit 1984 als Monument historique eingeschrieben
- Kapelle Notre-Dame-de-Bonté, 1664 erbaut
- Pfarrhaus aus dem Jahre 1773
- Französischer Soldatenfriedhof

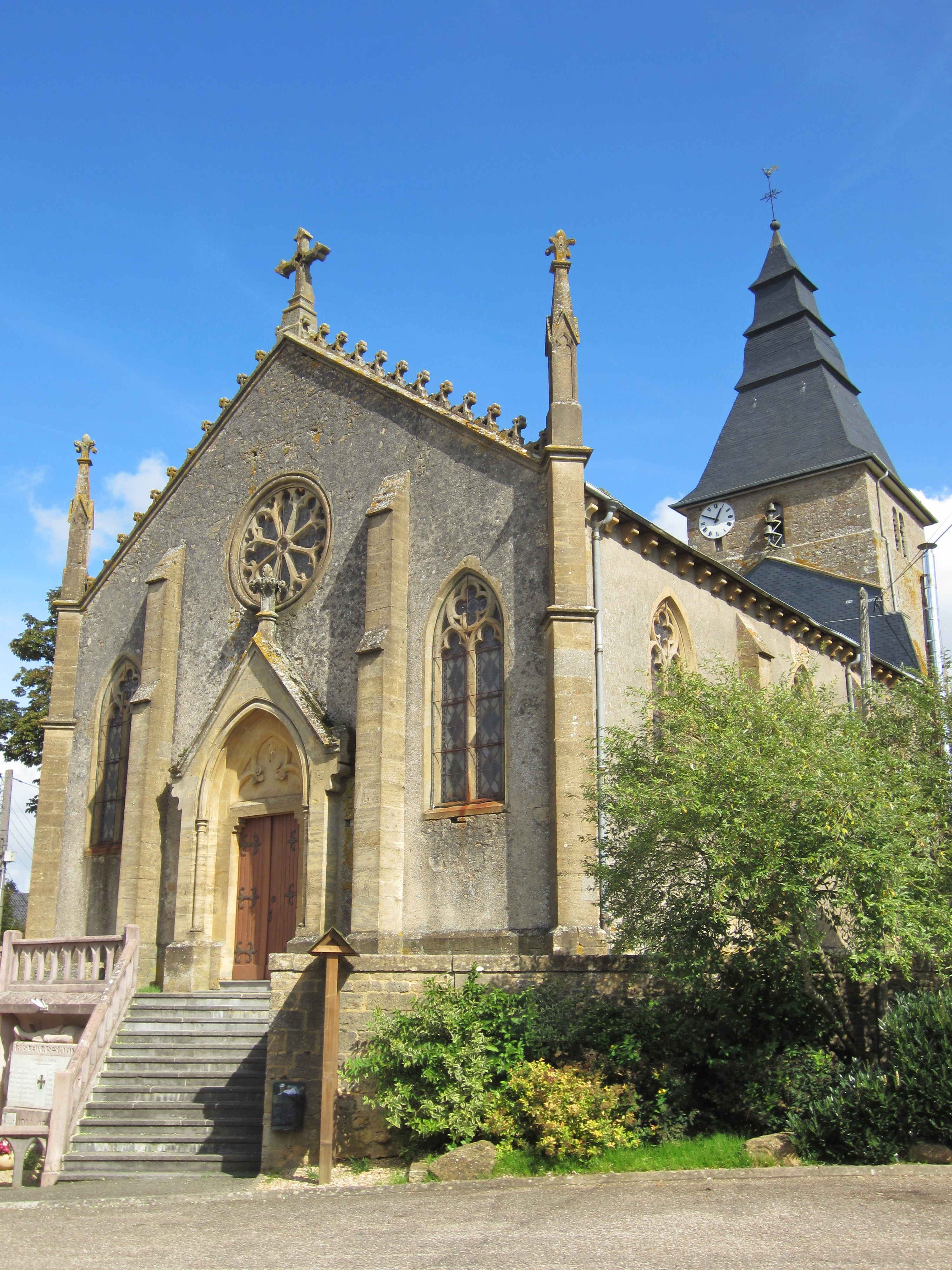
Pfarrkirche Saint-Pierre-et-Saint-Paul
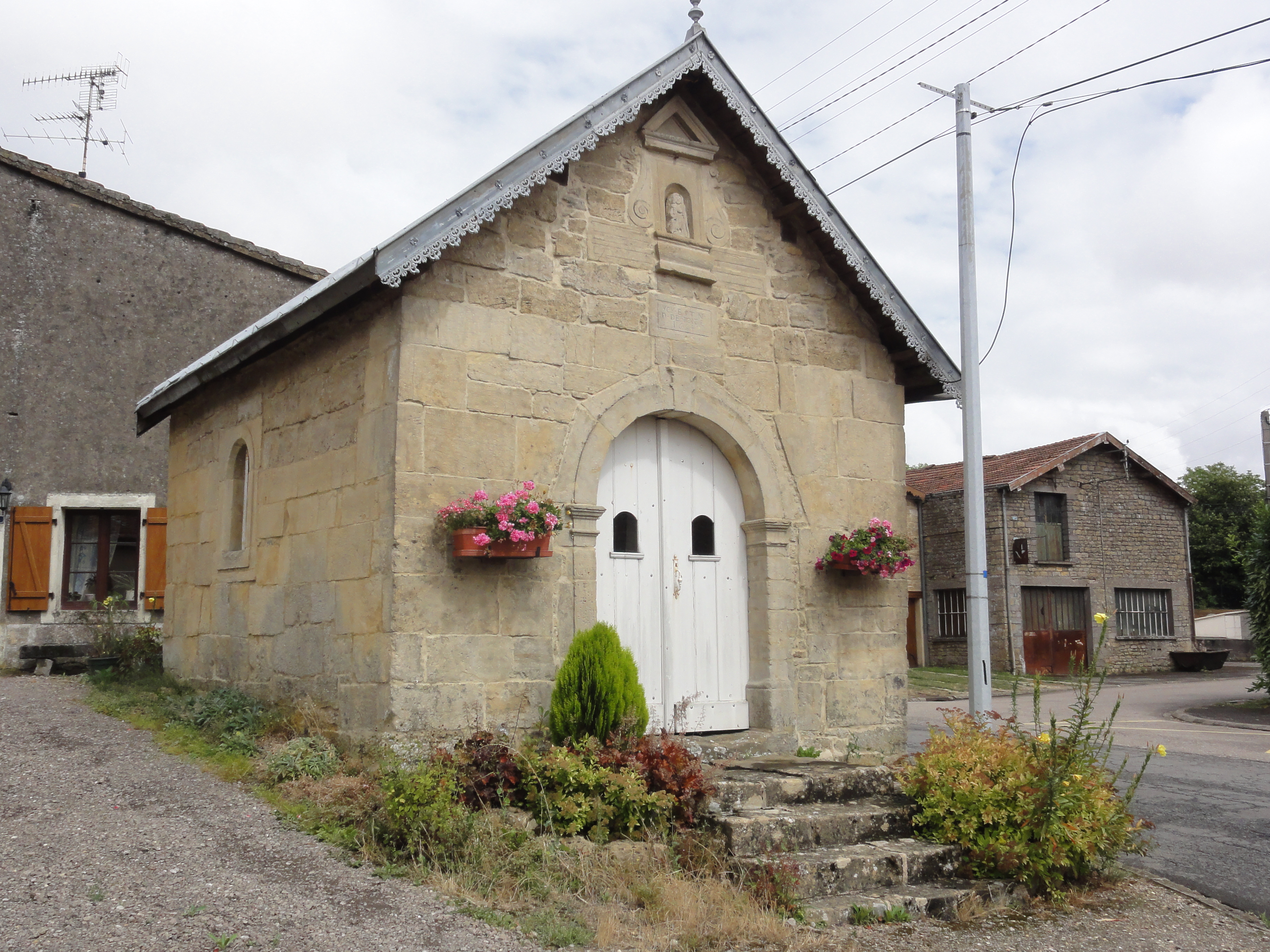
Kapelle Notre-Dame-de-Bonté